# Jansen Panettiere
Pour les articles homonymes, voir Panettiere.
 (novembre 2021).
Jansen Panettiere est un acteur américain, né le 25 septembre 1994 à Palisades (État de New York) et mort le 19 février 2023 à New York.

## Biographie

### Jeunesse et études
Jansen Panettiere est le fils de Lesley Vogel, une actrice de soap-opéra, et d'Alan « Skip » Panettiere, un lieutenant pompier[réf. nécessaire]. Il a une sœur aînée, Hayden, également actrice.

### Carrière
Il débute très jeune à la télévision dans La Guerre des Stevens. Il incarne l'un des deux rôles principaux du téléfilm Disney Un père pas comme les autres au côté de sa sœur, puis joue dans le téléfilm Le Dernier Jour de l'été sur Nickelodeon. Son film suivant, The Perfect Game, tourné en 2007; sort le 16 avril 2010, après que sa sortie ait été souvent repoussée.
Il apparaît dans The Secrets of Jonathan Sperry, un film sur la foi et l'amitié. En 2012, il rejoint la distribution de The Forger à nouveau au côté de sa sœur.
En 2017, il produit et joue dans Five Minutes with Mary, un court-métrage sur l'attaque du Bataclan lors des attentats du 13 novembre 2015 en France.
Jansen Panettiere prête également sa voix à de nombreux films et séries d'animation comme Zig Zag, l'étalon zébré et Jacob Jacob. 
Il meurt le 19 février 2023, à l'âge de 28 ans.

## Théâtre
- 2012 : 8 de Dustin Lance Black, réalisation Rob Reiner, Ebell de Los Angeles : Elliott Perry

## Filmographie

### Cinéma
- 2005 : Racing Stripes : Young Stripes (voix)
- 2005 : Robots : Younger Rodney (voix)
- 2006 : Ice Age: The Meltdown : Shovelmouth Boy (voix)
- 2006 : Holly Hobbie and Friends: Christmas Wishes : Robby Hobbie (voix)
- 2007 : The Babysitters : Mikey Beltran
- 2009 : The Secrets of Jonathan Sperry : Dustin
- 2010 : The Perfect Game : Enrique
- 2011 : The Lost Medallion: The Adventures of Billy Stone : Huko
- 2012 : The Forger : Aram
- 2013 : Shadow on the Mesa : Young boy
- 2015 : Summer Forever : Broom
- 2015 : The Martial Arts Kid : Robbie Oakes
- 2019 : How High 2 : Hayes

### Télévision
- 2002 : Even Stevens : Fils de Kupchack
- 2003 : Hope & Faith : Justin Shanowski
- 2003 : Third Watch : Billy
- 2004 : Tiger Cruise : Joey
- 2004 : Blue's Clues : Periwinkle (voix)
- 2005 : Holly Hobbie and Friends: Surprise Party : Robby Hobbie (voix)
- 2006 : The X's : Truman X (voix)
- 2006 : Everybody Hates Chris : Peter
- 2007 : Holly Hobbie and Friends: Secret Adventures : Robby Hobbie (voix)
- 2007 : The Last Day of Summer : Luke Malloy
- 2007 : Holly Hobbie and Friends: Best Friends Forever : Robby Hobbie (voix)
- 2019 : The Walking Dead : Casper